# Callosides campbelli
Callosides campbelli is een keversoort uit de familie Hybosoridae. De wetenschappelijke naam van de soort is voor het eerst geldig gepubliceerd in 1971 door Howden.